# 5905 Джонсон
5905 Джонсон (5905 Johnson) — астероїд головного поясу, відкритий 11 лютого 1989 року.
Тіссеранів параметр щодо Юпітера — 3,796.